# Basilika Mariä Himmelfahrt (Gödöllő)

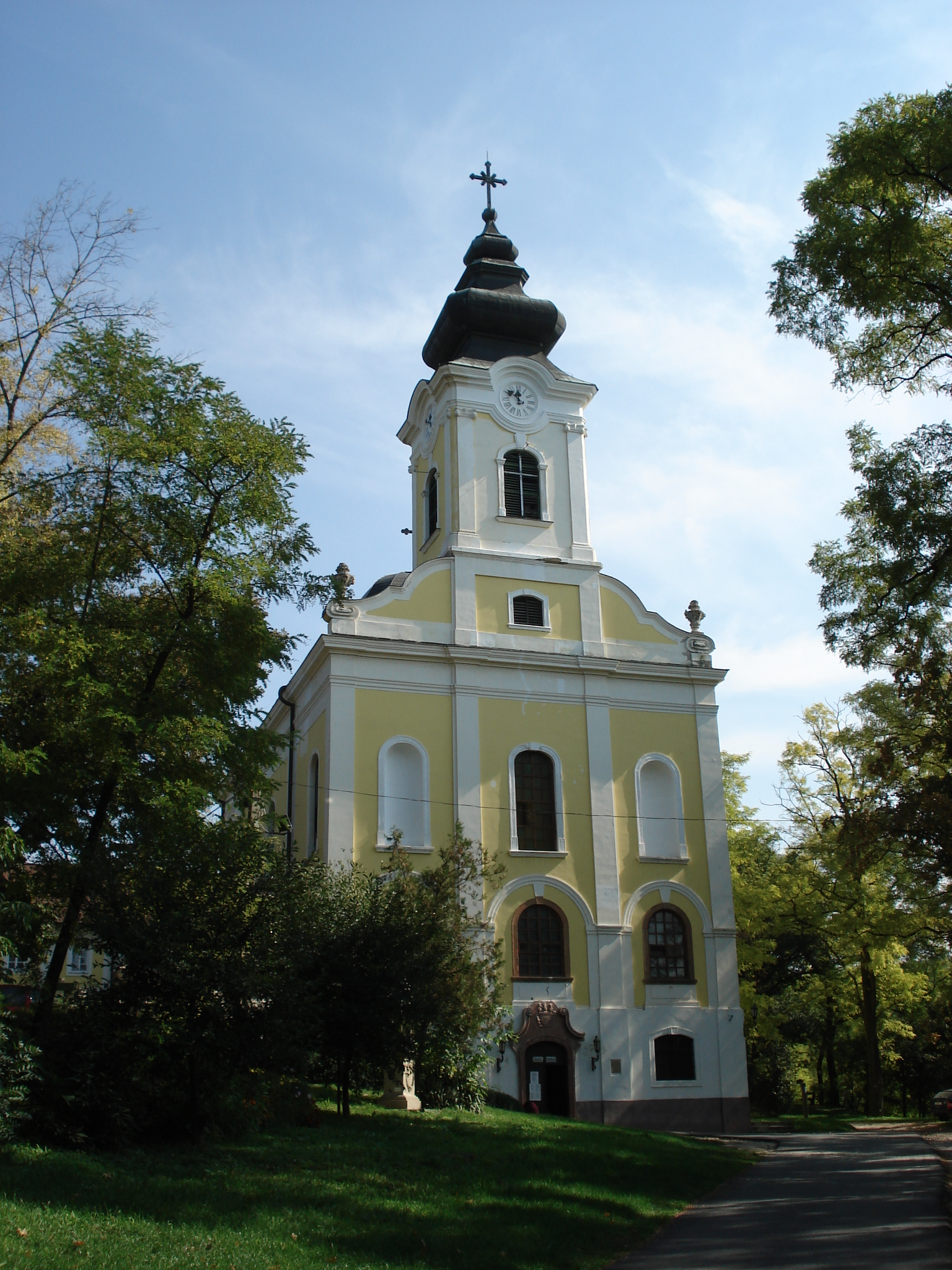
Turmfassade der Basilika

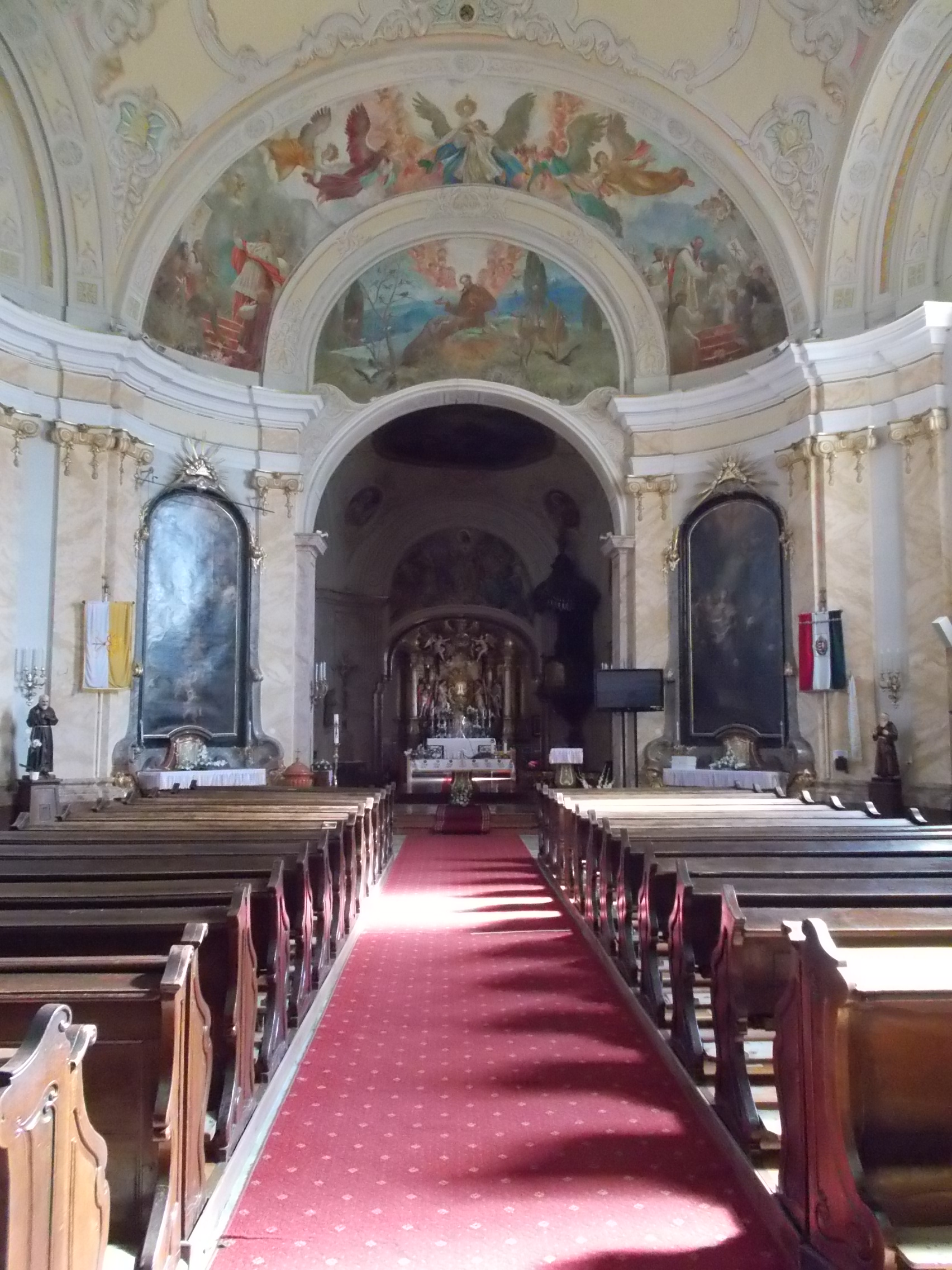
Innenraum

Die Basilika Mariä Himmelfahrt (ungarisch Nagyboldogasszony Bazilika) ist eine römisch-katholische Kirche in Gödöllő-Máriabesnyő, Ungarn. Die Kirche im Bistum Vác unter dem Patrozinium Mariä Himmelfahrt trägt den Titel einer Basilica minor.

## Geschichte
Unter dem Fabrikanten Graf Antal Grassalkovich erfuhr der Ort im 18. Jahrhundert einen großen Aufschwung. Anstelle einer alten Kapelle ließ er in Máriabesnyő ab 1758 eine Kirche bauen. Dabei soll eine Marienstatuette gefunden worden sein. Für die Loretokapelle wurde eine weitere Marienfigur aus dem italienischen Wallfahrtsort erworben. Die Kirche wurde 1761 geweiht. 1763 wurde ein Kapuzinerkloster angebaut, das zusammen mit der Erhöhung des Turms 1771 geweiht wurde. Die Kirche wurde 1912 renoviert und 1936 zur Pfarrkirche erhoben. 1950 mussten die Kapuziner wie auch die 1933 angesiedelten Salvatorschwestern die Anlage verlassen, die unter anderem bis 1989 von der Agrarhochschule genutzt wurde.
Die Wallfahrtskirche wurde im Jahr 2008 durch Benedikt XVI. in den Rang einer Basilica minor erhoben.

## Bauwerk
Die barocke Kirche wurde durch Johannes Mayerhoffer gebaut und besitzt eine Krypta (Unterkirche) und eine Loretokapelle. Die Ölgemälde der Ober- und Unterkirche wurden von Norbert Baumgartner, einem Wiener Mönch, um 1770 gemalt. Die Fenster der Oberkirche und die Wandgemälde der Kirche wurden von Lajos Márton entworfen. Die vergoldeten Rokoko-Beichtstühle stammen wohl aus dem 18. Jahrhundert.
Der Gründer der Kirche wurde in einem von Johann Georg Dorfmeister erschaffenen Marmorsarkophag in der Kirche beigesetzt. Bei der Kirche wurde auf dem Kapuzinerfriedhof auch Irene Teleki, Ehefrau des 1941 verstorbenen ungarischen Ministerpräsidenten Pál Teleki, beerdigt.
Nordwestlich der Kirche liegt das Exerzitienhaus und Konferenzzentrum Mater Salvatoris.